# Theatrograph

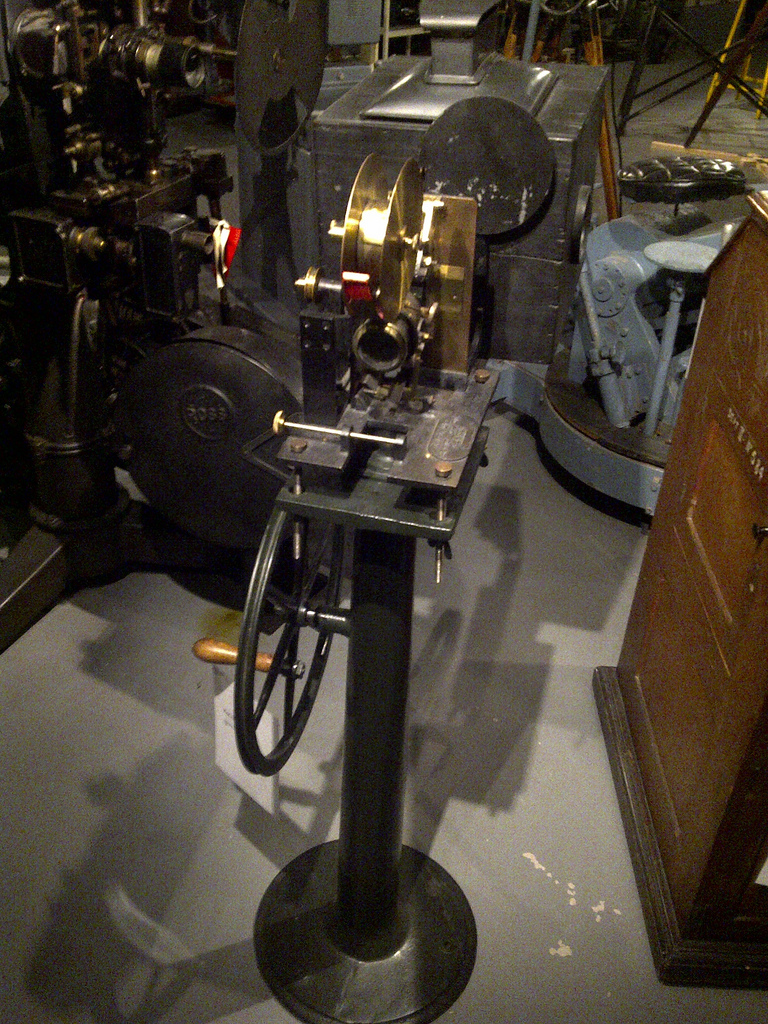
Theatrograph de Robert W. Paul, 1896 o 1897, al "National Media Museum's Large Objects Store"

El Theatrograph o també conegut com a Animatograph, fou el segon projector cinematogràfic de Gran Bretanya i el primer projector de 35mm de pel·lícula. Fou inventat per Robert W. Paul, que el va presentar el 20 de febrer de 1896 al Finsbury Technical College, poc després que Birt Acres hagués presentat el primer projector d'Anglaterra (Kinetic Lantern). Irònicament, va ser presentat exactament el mateix dia que les pel·lícules dels Lumière' serien projectades per primer cop a Londres.
R. W. Paul va inventar el Theatrograph després de l'èxit del Quinetoscopi creat a partir de la invenció d'Edison, degut a l'encàrrec que dos empresaris d'origen grec li havien fer perquè el copiés. L'èxit d'aquest, el va inspirar per preveure les possibilitats de projectar una imatge en moviment damunt una pantalla. El projector, es va posar de manifest per primera vegada al públic a la Sala d'Egipte a Picadilly, Londres. El va anar perfeccionant al llarg dels anys i arribà a vendre més de 100 exemplars, un d'ells, a Georges Méliès, el 1896.
Carl Hertz, un famós mag americà, va salpar d'Anglaterra el 28 de març 1896 a bord del vaixell  Royal Mail Ship RMS Norman i durant el viatge va exhibir el Theatrograph de Paul als passatgers. També va exhibir pel·lícules a l'Àfrica del Sud i Austràlia. Les projeccions a l'Àfrica del Sud van ser les primeres projeccions públiques d'imatges en moviment en aquest país. Després d'Austràlia, Hertz va prendre el Theatrograph a Ceilan (Sri Lanka), l'Índia, la Xina, el Japó, les illes Fiji i Hawaii.
L'ús del Theatrograph de Paul en les sales de música d'arreu del país van popularitzar el cinema pioner a Gran Bretanya.

## Antecedents
La història del paper de Robert Paul en la invenció del cinema comença amb el Cinetoscopi. Aquest dispositiu permetia que una persona a la vegada visualitzés imatges en moviment. Va ser patentat per Thomas Alva Edison l’any 1891 als Estats Units, i la primera demostració pública va tenir lloc l'any 1893. Al 1894, el Kinetoscopi havia assolit un gran èxit comercial. Tanmateix, Thomas Edison no havia patentat l'invent fora dels EUA, i això va obrir el camí per a l'entrada de Paul al negoci de les imatges en moviment.
En aquell moment, Paul treballava com a enginyer elèctric a Hatton Gardens, Londres. Es van posar en contacte amb ell dos empresaris grecs que li van demanar que fabriqués duplicats del kinetoscopi ja operatiu. Com que la màquina no estava patentada a Gran Bretanya, Paul era lliure de fer-ho. Més tard, Paul afirma que "va fer uns 60 kinetoscopis al 1895". Davant del seu èxit entre la gent, que arribaven a fer cues per veure les imatges, Paul es va plantejar la possibilitat de llençar les imatges sobre una pantalla. Així doncs, la llavor de la idea que es convertia en cinema s'havia plantat.
Paul va reconèixer que la millor manera de competir contra la patent de Edison seria desenvolupar la seva propia idea de projecció d’imatges. Va començar a desenvolupar una càmera pròpia que produiria pel·lícules per al Kinetoscopi. Per aconseguir-ho, va col·laborar amb el fotògraf Birt Acres.

## Col·laboració amb Acres
Robert Paul i Birt Acres van començar a treballar conjuntament en la seva càmera d'imatges en moviment al 1895. El resultat d'una càmera funcionant va arribar al març del mateix any. Van basar-se en la cronofotografia d'Etienne-Jules Marey, però van utilitzar una pel·lícula dentada de 35 mm, com la que utilitzava Edison per al Kinetoscopi.
Acres va utilitzar la càmera per rodar les primeres imatges, les quals van resultar en una pel·lícula de prova titulada Incident a Clovelly Cottage. Actualment, d'aquesta només sobreviuen uns quants fotogrames. Ràpidament van seguir més pel·lícules, com Rough Sea at Dover, The Oxford and Cambridge University Boat Race o The Arrest of a Pickpocket.
Paul i Acres van signar un acord comercial de 10 anys al març de 1895, però aquest només va durar 6 setmanes, ja que van sorgir conflictes quan Acres va patentar, en nom propi, una càmera semblant a la que havien desenvolupat tots dos junts.
Contemporàniament, els germans Lumière treballaven en la seva pròpia tecnologia pionera. La seva càmera i projector, Cinematògraf, va ser patentat al febrer de 1895.

## Theatrograph Projector No 2 Mark 1
Després del final de la seva associació amb Birt Acres, Robert Paul va continuar treballant en el desenvolupament de la seva càmera. Després d'haver sentit a parlar de l'èxit dels Lumière, va ser conscient que el següent pas era crear un dispositiu que pogués projectar pel·lícules en una pantalla. D'aquesta manera va surgir el Theatrograph.
Paul va considerar que les seves primeres pel·lícules es comparaven desfavorablement amb les d'Edison a causa de la manca de moviment intermitent. Va resoldre aquest problema realitzant un segon model millorat, el Theatrograph Projector No 2 Mark 1, patentat el 2 de març de 1896, que es va vendre originalment per 80 £. Se’n van produir i vendre més de 100 exemplars d’aquest segon model que incorporava un mecanisme de "Creu de Malta", també conegut com a unitat de Ginebra, que produïa un moviment intermitent. Aquesta màquina va formar el prototip del projector de cinema modern.
El públic va rebre les noves imatges en moviment amb entusiasme. Els showmen emprenedors es van aprofitar de la novetat, tot i que molts esperaven que “l’èxit” només durés unes poques setmanes. Paul va aconseguir una col·laboració a l'Alhambra Theatre of Varieties de Leicester Square per a la projecció de les seves imatges. Inicialment, les seves imatges només serien en projecció durant dues setmanes, però finalment, va ser projectades durant dos anys. El gerent de l'Alhambra va reanomenar el projector de Paul com "animatògraf".
Paul va dissenyar cinc models diferents del seu Theatrograph abans de deixar el negoci cinematogràfic al 1910.

## Primeres pel·lícules
Durant els següents 10 anys, Robert Paul es va convertir en un cineasta notablement prolífic. Va ser el primer en llançar un estudi i un laboratori de cinema i va produir el major nombre de pel·lícules anuals a Gran Bretanya fins a finals de la dècada del 1890. La seva producció inclou moltes primeres pel·lícules que segueixen sent importants en la història del cinema britànic com The Soldier's Courtship (1896) o Come Along, Do! (1898). L'abril de 1896, l'espectacle de Paul a l'Alhambra va incloure una pel·lícula pintada a mà, fet que el va convertir en un dels primers a presentar una pel·lícula en color.

## Llegat
A partir de 1896, Robert Paul es va convertir en una de les figures més destacades de la indústria cinematogràfica britànica. Els seus projectors van ser exportats a tot el món i les seves pel·lícules van dominar el mercat mundial. La productora de Paul va estar al seu punt àlgid entre 1900 i 1905, però a poc a poc va decréixer. L’any 1910, la creixent competència i els costos van portar a Robert Paul al tancament del seu negoci i a la destrucció dels seu estoc de negatius degut al risc finances en el que la indústria cinematogràfics s’havia convertit.

## Arribada del Theatrograph a Espanya
El 1896 Erwin Rousby va presentar l’Animatograph al circ instal·lat a la plaça del Rey de Madrid (més concretament, als jardins de la casa de les set xemeneies). Com en els seus orígens, les pel·lícules exhibides provenen de Londres, on es pot veure el pont de Black Frias, una ferreteria, xinesos fumant opi o Loie Fuller ballant la dansa del ventre. El Theatrograph va estar al Parish fins al mes de juliol que va ser quan el van dur a Lisboa per exhibir-lo, on va competir amb el Cinematògraf mig any.
L’Animatògraf no va tenir tant d’èxit com el Cinematògraf dels Lumière, el qual va arribar uns dies després a Madrid. Per tant, el primer que va presentar les imatges en moviment a la capital va ser Edwin Rousby. A més, en aquests moments, ja s’intentava ajuntar la imatge amb el so i s’havia arribat a fer soroll amb llaunes per a simular el so del mar.

## Detalls
El theatrograph és constituït a partir de materials principals com l’alumini, el llautó, cartró, ferro colat, vidre, acer, estany, vellut i fusta.
Les mesures aproximades del theatrograph original eren de per al suport 990 mm x 440 mm x 440 mm i de 400 mm x 330 mm x 690 mm pel que fa al projector.